# Sphaeroma serratum
Sphaeroma serratum är en kräftdjursart som först beskrevs av Fabricius 1787.  Sphaeroma serratum ingår i släktet Sphaeroma och familjen klotkräftor. Inga underarter finns listade i Catalogue of Life.